# Balanophyllia parvula
Balanophyllia parvula är en korallart som beskrevs av Henry Nottidge Moseley 1881. Balanophyllia parvula ingår i släktet Balanophyllia och familjen Dendrophylliidae. Inga underarter finns listade i Catalogue of Life.